# Dendroplex
Dendroplex — рід горобцеподібних птахів родини горнерових (Furnariidae). Представники цього роду мешкають в Центральній і Південній Америці. Раніше їх відносили до роду Кокоа (Xiphorhynchus), однак за результатами низки молекулярно-філогенетичних досліджень вони були переведені до відновленого роду Dendroplex.

## Види
Рід нараховує два види:
- Кокоа світлодзьобий (Dendroplex picus)
- Кокоа каштановий (Dendroplex kienerii)

## Етимологія
Наукова назва роду Dendroplex походить від сполучення слів дав.-гр. δενδρον — дерево і πλησσω — ударяти.